# Paweł Leończyk

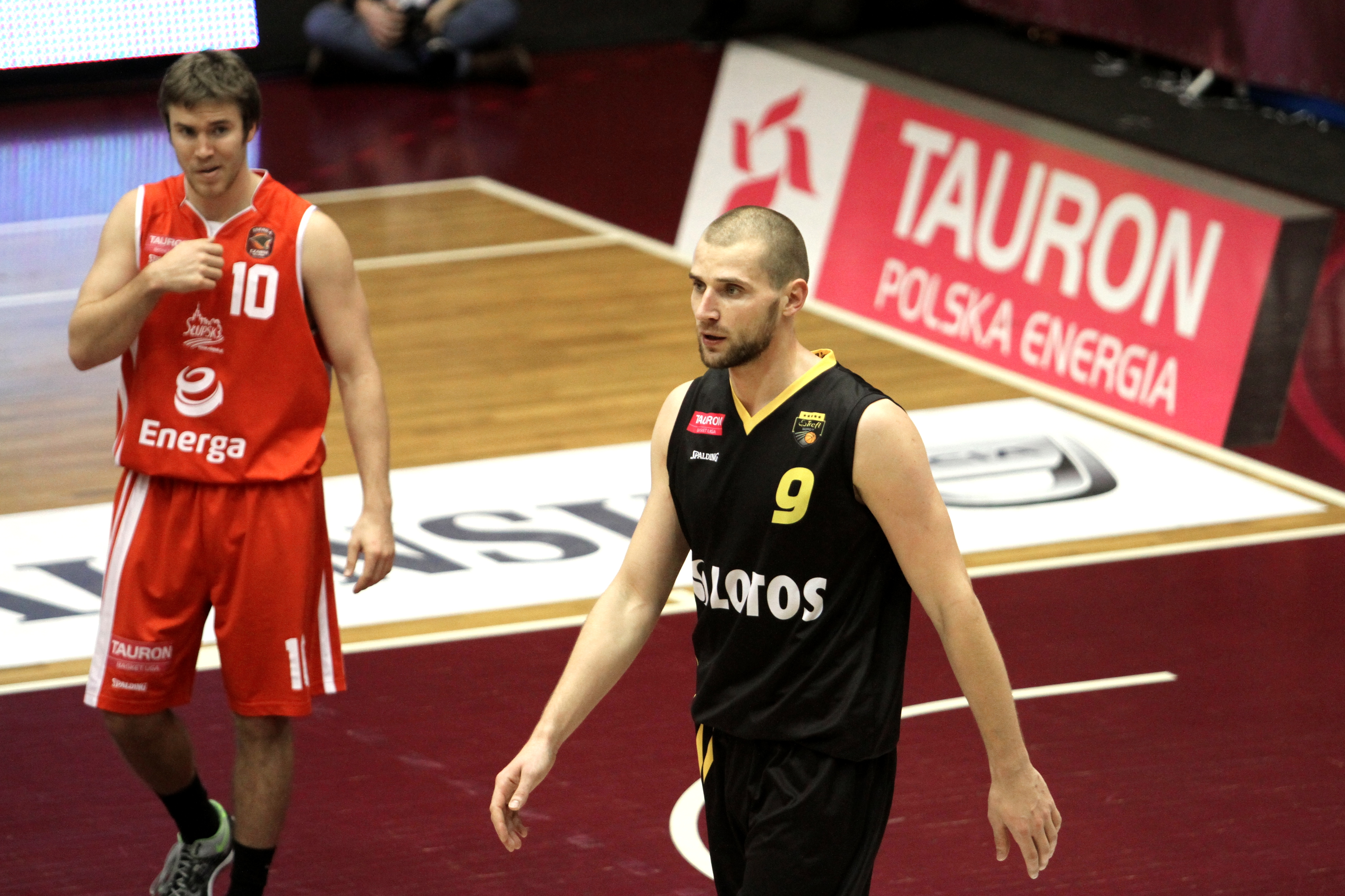
Paweł Leończyk (2013)

Paweł Leończyk (ur. 5 października 1986 w Stargardzie Szczecińskim) – polski koszykarz obecnie grający na pozycji silnego skrzydłowego. Reprezentant Polski, uczestnik mistrzostw Europy (2011), obecnie zawodnik Grupy Sierleccy-Czarnych Słupsk.
Karierę zaczynał w Spójni Stargard Szczeciński. W tym zespole występował do 2006. Od tamtego czasu gra w PLK. W latach 2006–2008 był zawodnikiem Polpharmy Starogard Gdański. W sezonie 2007/2008 jedno z największych objawień PLK. W sezonie 2008/2009, po wprowadzeniu przepisu o grze młodzieżowca, jeden z najbardziej rozchwytywanych zawodników. Ostatecznie wybrał ofertę Czarnych Słupsk. W sezonie 2009/2010 podpisał kontrakt z Turowem Zgorzelec. W trakcie rozgrywek powrócił do Słupska. Wkrótce po powrocie przedłużył kontrakt z Czarnymi do 2012. W sezonie 2012/2013 zawodnik AZS Koszalin. W sezonach 2013/2014 i 2014/2015 zawodnik Trefla Sopot. W czerwcu 2015 roku został zawodnikiem klubu Wilki Morskie Szczecin. W latach 2016–2018 zawodnik Anwilu Włocławek. 29 czerwca 2018 podpisał po raz drugi w karierze umowę z Treflem Sopot. 1 czerwca 2022 został zawodnikiem Grupy Sierleccy-Czarnych Słupsk.
Znalazł się w szerokiej kadrze na Eurobasket w 2009, jednak ostatecznie nie pojechał na turniej. W reprezentacji zadebiutował dopiero dwa lata później. W 2011 wziął udział w Eurobaskecie, gdzie wystąpił w 5 spotkaniach, notując średnio 6,2 punktu oraz 3,2 zbiórki w ciągu 19 minut.

## Osiągnięcia
Stan na 1 maja 2024, na podstawie, o ile nie zaznaczono inaczej.
Drużynowe
- Mistrz Polski (2018)[12]
- 3-krotny brązowy medalista mistrzostw Polski (2011, 2013, 2014)
- Zdobywca superpucharu Polski (2013, 2017)[13]
- Finalista pucharu Polski (2013, 2017)[14]
- Uczestnik rozgrywek EuroChallenge (2008/2009)

Indywidualne
- MVP kolejki PLK/EBL (6 – 2015/2016[15], 27 – 2020/2021[16])
- Zaliczony do:
  - I składu kolejki EBL (3, 27 – 2020/2021[17][18], 15, 26 – 2021/2022[19][20], 30 – 2023/2024[21])
  - III składu TBL/EBL (2014, 2015, 2019 przez dziennikarzy)[22][23]
- Uczestnik meczu gwiazd U–21 polskiej ligi (2006)[24]
- Lider w skuteczności rzutów z gry:
  - PLK (2011)
  - I ligi (2006 – 69,5%)[25]

Reprezentacja
- Brązowy medalista mistrzostw Europy U–20 dywizji B (2005)
- Uczestnik mistrzostw Europy:
  - 2011 – 17. miejsce
  - U–20 dywizji B (2005, 2006 – 4. miejsce)

## Statystyki
| Sezon     | Drużyna                               | M  | S5 | MPG  | FG%  | 3P% | FT% | RPG | APG | SPG | BPG | PPG  |
| --------- | ------------------------------------- | -- | -- | ---- | ---- | --- | --- | --- | --- | --- | --- | ---- |
| 2003/2004 | Spójnia Stargard Szczeciński (PLK)    | 3  | 0  | 5,7  | 100% | 0%  | 0%  | 0,3 | 0,3 | 0,3 | 0,0 | 1,3  |
| 2004/2005 | Spójnia Stargard Szczeciński (I liga) | 27 |    | 12,2 | 65%  | 0%  | 64% | 2,9 | 0,2 | 0,4 | 0,5 | 3,8  |
| 2005/2006 | Spójnia Stargard Szczeciński (I liga) | 34 |    | 26,6 | 69%  | 17% | 65% | 6,4 | 0,6 | 0,4 | 0,6 | 11,9 |
| 2006/2007 | Polpharma Starogard Gdański (PLK)     | 22 | 1  | 10,4 | 42%  | 25% | 43% | 2,0 | 0,2 | 0,3 | 0,1 | 2,9  |
| 2007/2008 | Polpharma Starogard Gdański (PLK)     | 23 | 13 | 17,4 | 63%  | 0%  | 70% | 3,2 | 0,2 | 0,3 | 0,3 | 6,0  |
| 2008/2009 | Energa Czarni Słupsk (PLK)            | 42 | 10 | 20,0 | 54%  | 17% | 54% | 3,6 | 0,7 | 0,4 | 0,4 | 6,0  |
| 2009/2010 | PGE Turów Zgorzelec (PLK)             | 11 | 0  | 12,1 | 71%  | 0%  | 75% | 3,4 | 0,3 | 0,4 | 0,1 | 4,3  |
| 2009/2010 | Energa Czarni Słupsk (PLK)            | 19 | 14 | 24,7 | 65%  | 0%  | 74% | 5,2 | 1,2 | 0,8 | 0,5 | 10,9 |
| 2010/2011 | Energa Czarni Słupsk (PLK)            | 33 | 6  | 20,6 | 66%  | 0%  | 79% | 4,6 | 0,6 | 0,6 | 0,5 | 9,0  |
| 2011/2012 | Energa Czarni Słupsk (PLK)            | 36 | 16 | 18,8 | 54%  | 33% | 66% | 4,4 | 1,2 | 0,4 | 0,2 | 6,3  |
| 2012/2013 | AZS Koszalin (PLK)                    | 41 | 35 | 23,4 | 63%  | 35% | 67% | 4,5 | 1,2 | 0,5 | 0,2 | 10,6 |
| 2013/2014 | Trefl Sopot (PLK)                     | 45 | 42 | 26,7 | 57%  | 37% | 77% | 5,8 | 1,5 | 0,6 | 0,3 | 11,3 |
| 2014/2015 | Trefl Sopot (PLK)                     | 30 | 30 | 28,2 | 59%  | 33% | 80% | 4,8 | 1,1 | 0,5 | 0,3 | 12,5 |
| 2015/2016 | King Wilki Morskie Szczecin (PLK)     | 36 | 34 | 25,2 | 58%  | 40% | 71% | 5,1 | 1,6 | 0,5 | 0,4 | 8,8  |
| 2016/2017 | Anwil Włocławek (PLK)                 | 37 | 20 | 25,9 | 59%  | 36% | 66% | 5,0 | 1,7 | 0,5 | 0,5 | 10,1 |
| 2017/2018 | Anwil Włocławek (PLK)                 | 45 | 32 | 21,9 | 64%  | 19% | 72% | 4,9 | 1,5 | 0,6 | 0,3 | 8,8  |